# Haemagogus
Haemagogus is een muggengeslacht uit de familie van de steekmuggen (Culicidae).

## Soorten
- H. acutisentis Arnell, 1973
- H. aeritinctus Galindo & Trapido, 1967
- H. albomaculatus Theobald, 1903
- H. anastasionis Dyar, 1921
- H. andinus Osorno-Mesa, 1944
- H. argyromeris Dyar & Ludlow, 1921
- H. baresi Cerqueira, 1960
- H. boshelli Osorno-Mesa, 1944
- H. capricornii Lutz, 1904
- H. celeste Dyar & Nuñez Tovar, 1927
- H. clarki (Galindo, Carpenter & Trapido, 1953)
- H. chalcospilans Dyar, 1921
- H. chrysochlorus Arnell, 1973
- H. equinus Theobald, 1903
- H. iridicolor Dyar, 1921
- H. janthinomys Dyar, 1921
- H. leucocelaenus (Dyar & Shannon, 1924)
- H. leucophoebus (Galindo, Carpenter & Trapido, 1953)
- H. leucotaeniatus (Komp, 1938)

- H. lucifer (Howard, Dyar & Knab, 1913)
- H. mesodentatus Komp & Kumm, 1938
- H. nebulosus Arnell, 1973
- H. panarchys Dyar, 1921
- H. regalis Dyar & Knab, 1906
- H. soperi Levi-Castillo, 1955
- H. spegazzinii Bréthes, 1912
- H. splendens Williston, 1896
- H. tropicalis Cerqueira & Antunes, 1938